# Michał Michalak
Michał  Michalak (Pabianice, 2 de noviembre de 1993) es un baloncestista polaco que actualmente juega en el Anwil Włocławek de la PLK polaca. Con 1,97 metros de estatura, juega en la posición de escolta.

## Trayectoria deportiva
El escolta polaco jugó entre 2012 y 2015 con el Trefl Sopot, con el que se destapó ganando dos Supercopas (2013 y 2014) y una Copa (2013). Tras explotar en la 2014-15 (14,2 puntos, 4 rebotes, 2,5 asistencias y 1,1 recuperaciones), firmó por el Torun. 
Durante la temporada 201-17, jugaría en el Turow con el que iría a unas cifras de hasta los 14,6 tantos, 4,1 rebotes y 2 asistencias.
Acabada la temporada en Polonia, Michalak reforzó al Brescia de la Lega para el último partido de fase regular en Italia apurando sus opciones de playoffs. Pese a ser un recién llegado conseguía 13 puntos y 2 rebotes. 
En julio de 2017, el club aragonés y el jugador polaco llegan a un acuerdo para que el escolta refuerce la disciplina del conjunto rojillo para la temporada 2017-18.
En 2018, regresa a su país para jugar en las filas del Anwil Włocławek, en el que estaría durante dos temporadas disputando la PLK.
En la temporada 2020-21, firma por el Mitteldeutscher BC de la Basketball Bundesliga.
En la temporada 2021-22, firma por el EWE Baskets Oldemburgo de la Basketball Bundesliga.
El 18 de mayo de 2022, firma por el Metropolitans 92 de la LNB Pro A, hasta el final de la temporada para reforzar al equipo en play-offs.
El 13 de agosto de 2022 fichó por el Manisa BB de la Basketbol Süper Ligi turca.
El 11 de septiembre de 2023 regresó a su pa´s para fichar por el Czarni Słupsk.
En la temporada 2024-25 regresó al Anwil Włocławek para una segunda etapa en el equipo.

## Internacionalidad
Michalak es internacional con todas las categorías base de la selección polaca, con las que ha competido en todos los Europeos de formación, así como los Mundiales U19 y U17. Precisamente en el Mundial U17 de 2010, celebrado en Hamburgo, el jugador se colgó la medalla de plata. 
En 2015 dio el salto a la selección absoluta, disputando partidos de clasificación para el Europeo de aquel año y en la actualidad está incluido en la lista preliminar de 18 hombres que el seleccionador Mike Taylor maneja para el Eurobasket de 2017.